# Modelo 3C de colaboração

## Definição
Segundo Grosz (1996), colaboração é uma maneira de trabalhar em grupo, onde seus membros atuam em conjunto visando o sucesso de um projeto. O modelo 3C de colaboração é baseado na concepção que para colaborarem os membros do grupo comunicam-se, coordenam-se e cooperam (Oliveira, 2010).

O modelo 3C de colaboração analisa a colaboração em 3 dimensões: comunicação, coordenação e cooperação. Onde a comunicação é caracterizada pelas trocas de mensagens, negociações e argumentações. A coordenação intermedia o processo para o gerenciamento de pessoas, atividades e recursos, assim ela realiza o intermédio; a cooperação é caracterizada pela atuação em conjunto no espaço compartilhado para a produção de objetos ou informações (Pimentel; Fuks, 2011).

Apesar da separação das atividades para fins de análise, elas são realizadas de forma continua e iterativamente durante o trabalho do grupo. De uma forma simples, as tarefas originam-se dos compromissos negociados durante a comunicação, que são gerenciados pela coordenação e executadas durante a cooperação.

## História do Modelo 3C
Ellis e coautores (1991) classificaram os sistemas de apoio ao trabalho em grupo em 3 dimensões: a comunicação, coordenação e colaboração. Futuramente essa classificação daria origem ao modelo 3C de colaboração. Nesse modelo, diferentemente da terminologia empregada por Ellis, a cooperação significa a ação de operar em conjunto, a colaboração significa a ação de trabalhar em conjunto, envolvendo a comunicação, coordenação e cooperação (Pimentel; Fuks, 2011).

## Conceitos sobre 3C
Esse modelo tem foco nos aspectos importantes para a análise da colaboração separadamente, entretanto, para que haja colaboração é necessário os 3C se relacionarem. O modelo 3C é descrito na Figura 1.
	No trabalho em grupo, a comunicação é voltada para a ação, enquanto se comunicam as pessoas negociam e tomam decisões. A coordenação lida com a organização das atividades e dos conflitos existentes, de forma a evitar desperdícios de comunicação e esforços de cooperação.
	A constante necessidade e tomar decisões e renegociar as diversas situações imprevistas, que ocorrem na cooperação, demanda a comunicação, que por sua vez demanda coordenação para reorganizar as tarefas (Pimentel; Fuks, 2011).
	Por meio da percepção o indivíduo obtém um resposta para as suas próprias ações (feedback), como também uma resposta para as ações realizadas pelos demais participantes do grupo (feedthrough).

## Modelo 3C de Colaboração em Sistemas Colaborativos
O modelo 3C de colaboração é frequentemente usado para classificação de sistemas colaborativos. Para isso foi criado uma classificação dentro de um espaço triangular onde cada vértice é uma das três dimensões do Modelo 3C.
	Com base no posicionamento na pirâmide pode se analisar qual é o propósito do sistema colaborativo com base no Modelo 3C de Colaboração (Fillipo et al., 2006). O modelo pode ser aplicável dentro de qualquer universo colaborativo, desde que respeite as três dimensões.